# Brazil We Flexing
"Brazil We Flexing" é um single do cantor de Funk ostentação brasileiro MC Guimê. A canção conta com a participação do rapper estadunidense Soulja Boy.

## Antecedentes
A canção foi apresentada pela primeira vez ao publico em um show na cidade de Curitiba. O single foi performado na TV aberta pela primeira vez na Rede Globo em 21 de Setembro de 2014, no programa Esquenta! da apresentadora Regina Casé, juntamente com dois hits do rapper americano "Kiss Me Thru the Phone" e "Crank That".

## Videoclipe
O vídeo da musica foi lançado em 22 de Setembro de 2014, as 19:00 no canal do funkeiro (MCGuimeORIGINAL) no Youtube, e disponibilizada para download digital no iTunes no mesmo dia. Em pouco mais de quarenta e oito horas o vídeo ultrapassou o número de 1 milhão de visualizações no Youtube.

## Desempenho nas paradas
| Paradas (2014)                                | Melhor posição |
| --------------------------------------------- | -------------- |
| Brasil (iTunes Brazil Top 100 Song Downloads) | 1              |